# Taholah
Taholah és una concentració de població designada pel cens dels Estats Units a l'estat de Washington. Segons el cens del 2000 tenia 824 habitants.

## Demografia
Segons el cens del 2000, Taholah tenia 824 habitants, 240 habitatges, i 197 famílies. La densitat de població era de 187,1 habitants per km².
Dels 240 habitatges en un 44,6% hi vivien nens de menys de 18 anys, en un 39,6% hi vivien parelles casades, en un 28,3% dones solteres, i en un 17,9% no eren unitats familiars. En el 13,3% dels habitatges hi vivien persones soles el 2,9% de les quals corresponia a persones de 65 anys o més que vivien soles. El nombre mitjà de persones vivint en cada habitatge era de 3,43 i el nombre mitjà de persones que vivien en cada família era de 3,63.
Per edats la població es repartia de la següent manera: un 38,1% tenia menys de 18 anys, un 8,1% entre 18 i 24, un 27,4% entre 25 i 44, un 21,1% de 45 a 60 i un 5,2% 65 anys o més.
L'edat mediana era de 28 anys. Per cada 100 dones de 18 o més anys hi havia 113,4 homes.
La renda mediana per habitatge era de 24.688 $ i la renda mediana per família de 25.875 $. Els homes tenien una renda mediana de 21.964 $ mentre que les dones 24.250 $. La renda per capita de la població era de 9.373 $. Aproximadament el 29% de les famílies i el 34,9% de la població estaven per davall del llindar de pobresa.

## Poblacions més properes
El següent diagrama mostra les poblacions més properes.